# 한강블루스
"한강블루스"는 2016년에 개봉한 대한민국의 영화이다.

## 캐스팅
- 봉만대 : 장효 역
- 기태영 : 명준 역
- 김정석 : 추자 역
- 김희정 : 마리아 역
- 이경미 : 콜롬바 수녀 역
- 고원희 : 안젤라 수녀 역
- 한민희 : 미정 역
- 이청미 : 자살녀 역
- 권유진 : 수영 역
- 이영상 : 신랑 역
- 이명자 : 치매할머니 역
- 김미림 : 간호사 1 역
- 김유정 : 간호사 2 역
- 금새록 : 간호사 3 역
- 강철원 : 장어집 주인 역
- 모모 : 복실이 역
- 유인영 : 수영의 목소리 역 (우정출연)